# Inion

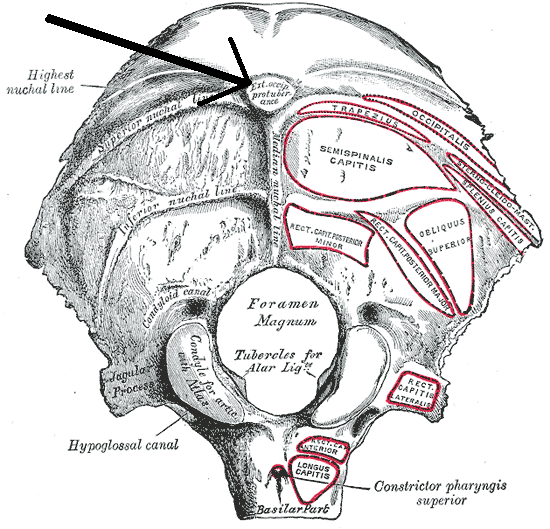
A nyakszirtcsont

Az inion (latinul protuberantia occipitalis externa) a legkiállóbb  része a nyakszirtcsontnak (os occipitale) a koponya hátsó alsó részén. A ligamentum nuchae és a trapézizom (musculus trapezius) ered innen.
A protuberantia occipitalis externát néha szinonimaként használják, de még precízebben az inion a legkiemelkedőbb pontja a protuberantia occipitalis externának.